# Colonnata (Carrara)
Colonnata è una frazione del comune di Carrara, situata sulle pendici delle Alpi Apuane: è conosciuta in tutto il mondo per il suo lardo e per le cave di marmo bianco.
Da diversi anni, a causa dell'elevato impatto paesaggistico e ambientale in un territorio ricco di biodiversità e geodiversità come quello delle Alpi Apuane, la filiera del marmo è oggetto di un'aspra battaglia ambientalista per la chiusura delle cave.

## Geografia fisica
Colonnata si trova nella cornice naturale delle Alpi Apuane, tra i monti Maggiore, Spallone e Sagro, a 8 km ad est di Carrara. È raggiungibile dalla antica strada che passa per i borghi di Vezzala e di Bedizzano.
È collocata all'interno del comprensorio delle cave e in particolare nella zona conosciuta come "Gioia Calagio": qui si trova il bacino di Gioia, una delle cave maggiori, sfruttata con un'estesa lavorazione a gradini, che produce marmo venato, arabescato e bardiglio. La cava venne sfruttata anche in epoca antica, come provano i ritrovamenti di monete ed epigrafi incise direttamente sulla roccia; proviene inoltre da questa zona un bassorilievo con il dio Silvano.
Circa un km a valle, nella località di "Fossacava" si trova inoltre la maggiore cava del comprensorio di epoca romana, sviluppata ad anfiteatro per una lunghezza di circa 200 m: da qui si estraeva la varietà del bardiglio nuvolato (citata anche da Strabone come "azzurro variegato"). Da qui provengono antichi attrezzi da scavo e una piccola scultura riconosciuta come una Artemide con una fiaccola, conservata al Museo Archeologico di Firenze. Conservata al Museo Civico del Marmo di Carrara, su concessione del Museo Archeologico di Firenze.
Colonnata è situata all'interno del Parco naturale regionale delle Alpi Apuane.

## Storia

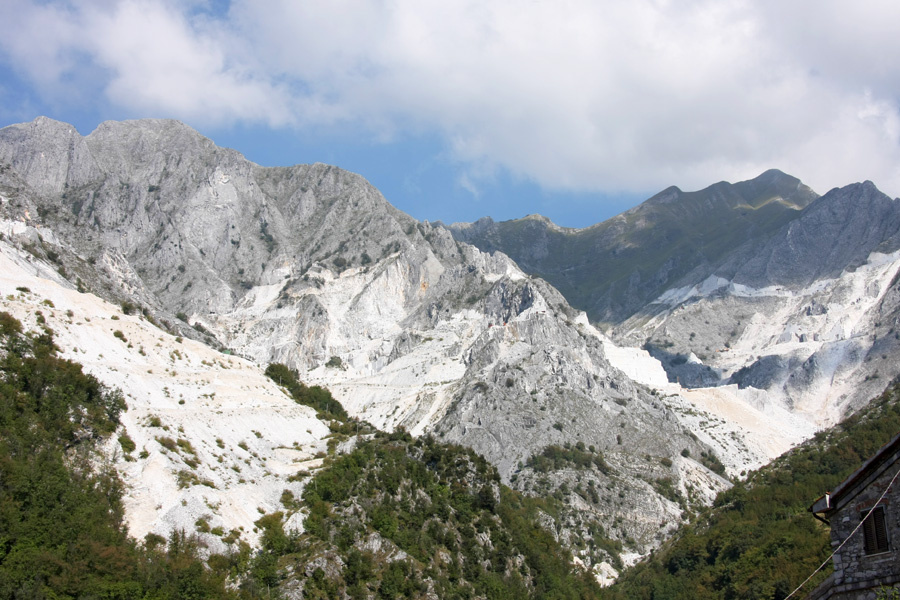
Cave di marmo sulle cime circostanti l'abitato

Le origini di Colonnata risalgono all'insediamento, qui sorto intorno al 40 a.C., per l'alloggio degli schiavi destinati allo sfruttamento intensivo delle cave per l'impiego a Roma del marmo locale (detto marmo lunense dalla vicina colonia di Luni, fondata nel 177 a.C. dopo la sconfitta dei Liguri), in sostituzione dei più costosi marmi bianchi greci (pario e pentelico).
Il nome dell'insediamento si riteneva derivare dal vocabolo latino columna, indicando il luogo in cui venivano estratte le colonne di marmo da inviare a Roma, ma l'origine del toponimo potrebbe essere ricollegata ai termini latini collis ("colle") o columen ("sommità").
Le cave potrebbero essere state utilizzate anche dai Liguri Apuani, i quali furono forse impiegati anche in seguito come esperti del lavoro di estrazione: tracce di attività estrattiva risalente al VI secolo a.C. sono infatti state rinvenute in località Fantiscritti e precisamente presso la "Fossa Carbonera".
Da una lapide rinvenuta nel 1810 e che riporta i nomi dei consoli degli anni 16-22 d.C., sembra che l'insediamento fosse retto da decurioni e da un magister, tutti di origine servile, che dovevano sovraintendere ai lavori.
Ulteriori notizie risalgono solo al XIII secolo, mentre la chiesa del borgo sembra risalire al XII secolo. È possibile tuttavia che Colonnata sia stata nell'alto medioevo una roccaforte difensiva per i popoli che si sono succeduti in queste zone (Bizantini, Goti e Longobardi).
Nel XVI secolo le notizie riportano l'esistenza di 53 famiglie.
Il borgo ha continuato a vivere, fino ad oggi, soprattutto dell'attività estrattiva. Vi venne introdotto, forse dai Longobardi, l'allevamento dei suini, favorito dalla ricca presenza di castagni e col tempo si sviluppò in particolare l'attività di trasformazione delle carni acquistate appena macellate, utilizzate come companatico dai cavatori, dando così inizio alla tradizionale produzione del celebre lardo.
Il 24 agosto 1944, durante la seconda guerra mondiale, l'abitato fu bruciato dai nazifascisti.

## Monumenti e luoghi d'interesse

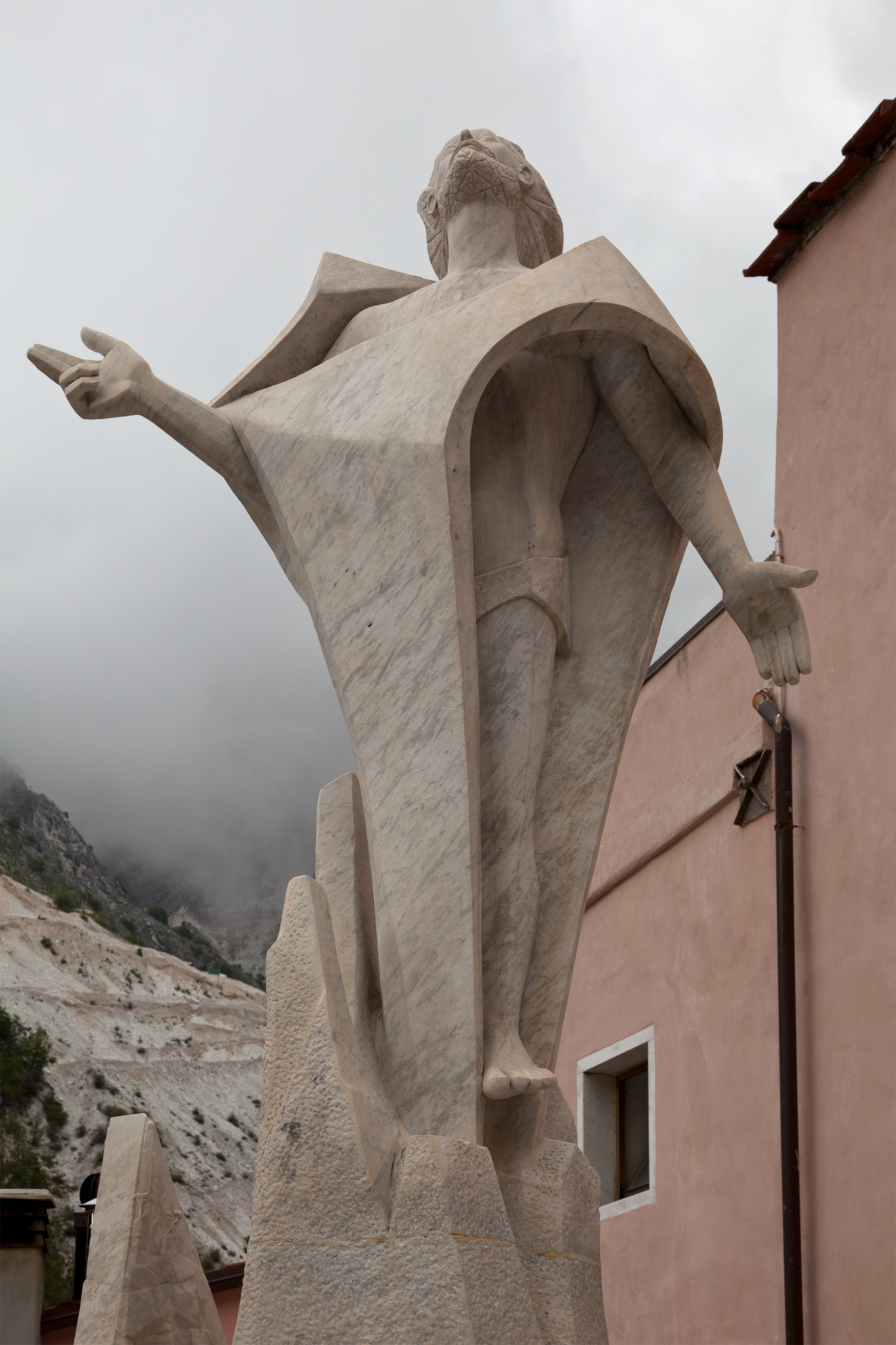
Colonnata (Carrara), Monumento a ricordo dei cavatori di marmo

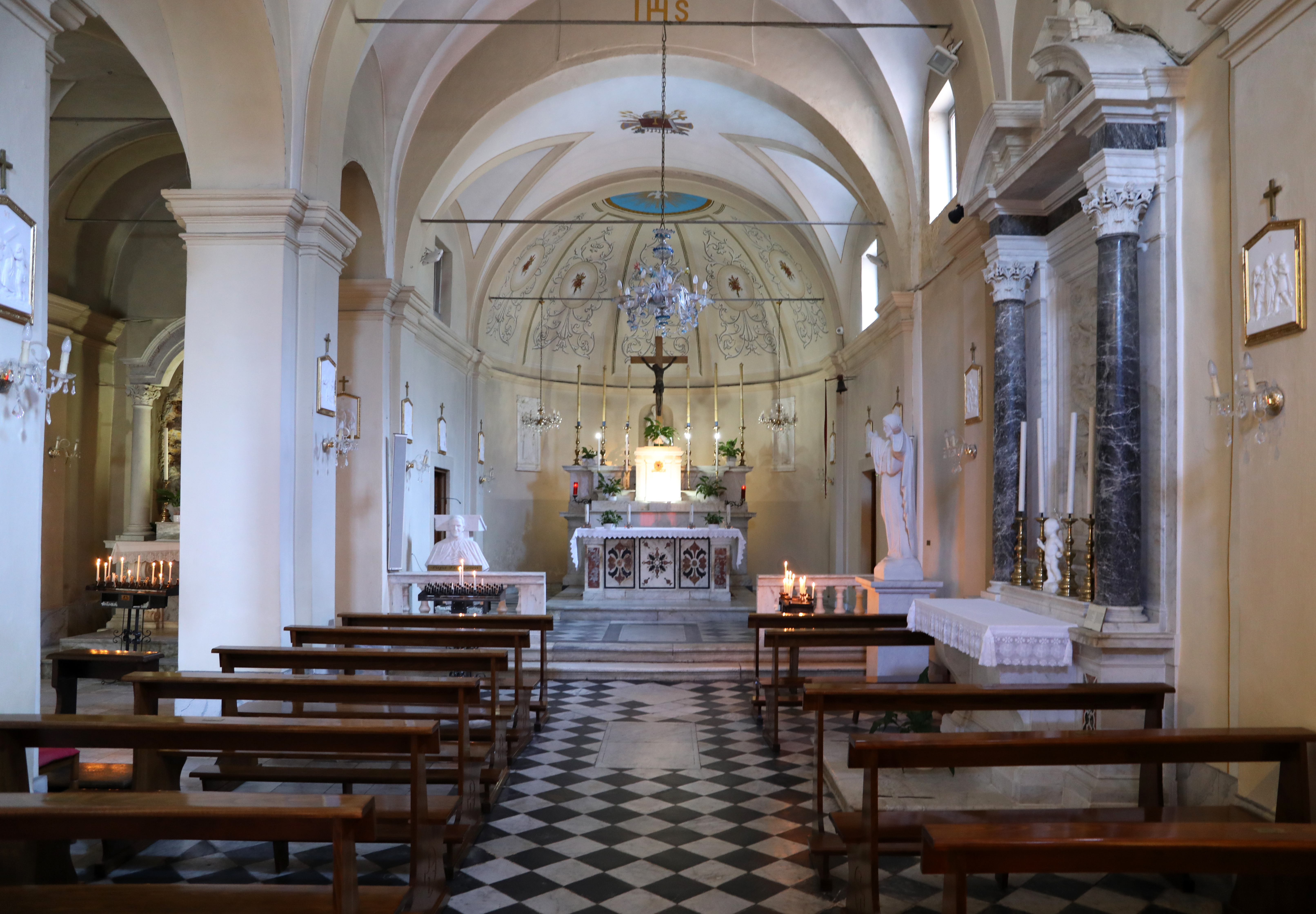
Interno della chiesa di San Bartolomeo

Il paese ha mantenuto in parte le proprie caratteristiche storiche originali che erano principalmente improntate all'uso nelle opere murali del marmo lasciato a vista, nei portali, negli stipiti di porte e finestre ed in altri componenti edilizi. Tra gli altri elementi di arredo presenti nel paese si possono ammirare: la porta Nord di accesso al borgo, appartenuta alla cinta muraria medioevale oramai scomparsa; l'aia pavimentata in marmo che si trova nella punta più a Sud dell'abitato, dove un percorso pedonale costruito con informi marmorei ad incastro situato poco sotto, la Piazza Palestro, porta alla moderna scultura dedicata al Cristo dei cavatori; il campanile con sassi a vista e orologio; la chiesa parrocchiale del XVI secolo dedicata a San Bartolomeo: all'interno nel suo arredo marmoreo spiccano l'altare maggiore in marmo bianco, gli altari laterali in marmi policromi e il rilievo marmoreo raffigurante l'Assunzione in cielo di Maria tra i Santi; conserva anche nel coro i frammenti di un'ancona d'altare con i santi Andrea, Bartolomeo e Pietro e un bel crocifisso in marmo del Seicento attribuito ad un allievo di Michelangelo Buonarroti.

## Cultura

### Gastronomia
Colonnata è conosciuta in tutto il mondo per il suo lardo.

## Società

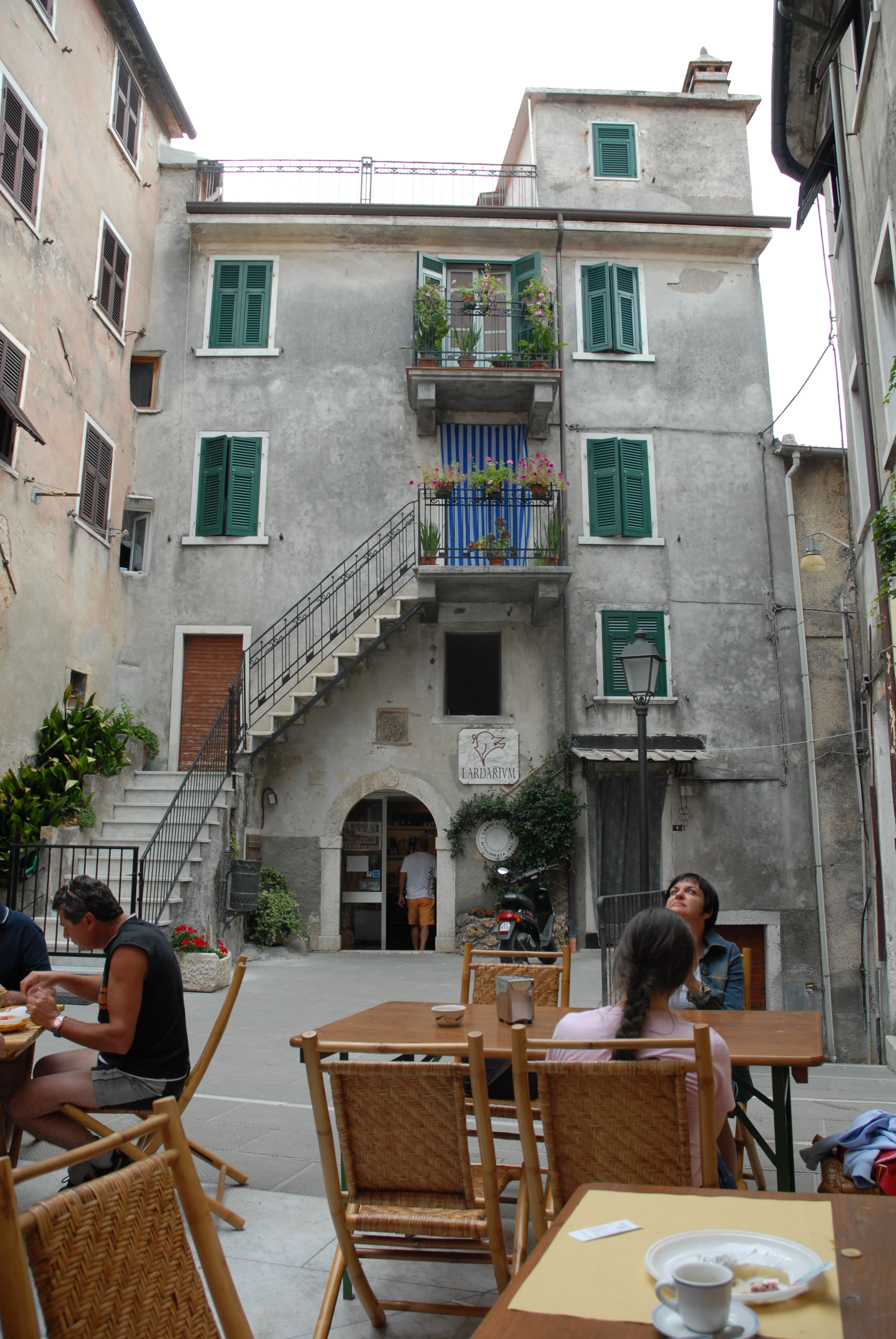
Il borgo

### Evoluzione demografica
Abitanti censiti